# Éric Teyssier
Pour les articles homonymes, voir Teyssier.
 (février 2013).
Si vous disposez d'ouvrages ou d'articles de référence ou si vous connaissez des sites web de qualité traitant du thème abordé ici, merci de compléter l'article en donnant les références utiles à sa vérifiabilité et en les liant à la section « Notes et références ».
 (octobre 2013).
Éric Teyssier, né le 30 décembre 1962, est un universitaire et historien français.
Après un doctorat sur la vente des biens nationaux en Ardèche, il publie de nombreux articles sur l’histoire économique et sociale de la Révolution et de l’Empire. Par le biais de l’histoire vivante et de l’archéologie expérimentale, il s’intéresse ensuite à l’époque romaine et notamment aux gladiateurs, dont il devient l’un des spécialistes. Il s’engage ensuite dans la vulgarisation historique par différents médias : reconstitution historique, spectacles, émissions de radio, documentaires, biographies, livres pour enfants, roman, etc.

## Biographie
Éric Teyssier est agrégé d'histoire (1991), licencié en histoire de l'art et archéologie, diplômé de l'Institut d'études politiques d'Aix-en-Provence et docteur en histoire contemporaine. Dans ce cadre, il a effectué une recherche approfondie d'histoire critique sur la vente des biens nationaux en France pendant la Révolution,.
Professeur d'histoire en 1994, il enseigne l'histoire de l'art et l'archéologie à l'université de Montpellier III. Maître de conférences en histoire à l'université de Nîmes depuis 2003, il y dirige la licence professionnelle « Médiation du patrimoine historique et archéologique », formation qui prépare à la mise en valeur touristique et événementielle du patrimoine historique et architectural.
Il est habilité à diriger des recherches (HDR) en histoire ancienne en 2008. Ce travail de recherche est publié en 2009 par Actes Sud sous le titre La mort en face. Le dossier Gladiateur. Il revient sur les combattants de l'arène en 2017 dans la collection Les Voyages d'Alix, avec Les Gladiateurs. Il est également l'auteur d'un livre pour la jeunesse, La véritable histoire des gladiateurs et d'une biographie Commode, l'empereur gladiateur en 2018.
Marqué par la richesse du patrimoine antique de Nîmes et par le renouveau du péplum initié par des films comme Gladiator (néo-péplum de Ridley Scott sorti en 2000) qui reprennent, de manière presque nécessaire, les poncifs de la gladiature fixés dans l'imaginaire collectif, il s'implique dans le domaine de l'archéologie expérimentale relative à l'époque antique, se spécialisant dans les années 2000 dans les gladiateurs romains.
De 2007 à 2012, il est président fondateur de l'association d'archéologie expérimentale Ars Maiorum qui a pour champ d'action la reconstitution des techniques de combat antique. Auteur d'articles scientifiques, il a aussi publié deux ouvrages sur les gladiateurs, et trois biographies consacrées à Spartacus, Pompée et l'empereur Commode.
Dans le cadre de l’archéologie expérimentale et de l'Histoire vivante, Éric Teyssier réalise différents spectacles historiques en collaboration avec Fabien Faizant : Arausio (2001), La légende de Sacrovir (2002) au théâtre antique d’Orange, puis La légende de Gracillis (2003), et 800 ans de gladiature (2004). En décembre 2012, il est le scénariste du spectacle historique Spartacus and the roman legion, qui a été présenté à Los Angeles.
Depuis 2010, il est conseiller historique, scénariste et metteur en scène des Grands jeux romains à Nîmes, créés par Culturespaces. Cette manifestation est la plus importante reconstitution européenne en histoire romaine. Elle commémore un événement historique : la venue de l'empereur Hadrien à Nîmes en l’an 122. À cette occasion, l'empereur donne des jeux dans l'amphithéâtre de la ville terminé depuis quelques années.
Éric Teyssier rédige chaque année un scénario original destiné à présenter un épisode de l'histoire de Rome (Hannibal, Cléopâtre, Boudicca, Spartacus, Marius, César et Pompée...), comme les Romains avaient coutume de le faire. Fondés sur des sources antiques, les scénarios présentent les évènements du point de vue de Rome. Dans ce cadre, Éric Teyssier assure également la mise en scène d'environ 500 reconstituteurs français et italiens. Un praeco romain ("crieur public") fait l'interface entre le public et l'action qui se déroule sur la piste.
Suspendus pendant deux ans du fait de la pandémie, les spectacles romains reviennent dans les arènes de Nîmes avec Hadrien, la guerre des Pictes. Il coécrit avec Yann Guerrero un spectacle historique et mythologique nocturne : Nîmes cité des dieux. Ce spectacle est donné à six reprises dans les arènes au mois d'août 2022.
Depuis 2014, il anime une émission quotidienne sur France Bleu Gard Lozère : La minute romaine autour des arènes. Un ouvrage, Chroniques romaines, tiré de ses émissions est paru aux éditions Alcide en 2015.
En 2018, il publie son premier roman Napoléon est revenu !, où il met en scène le retour à la vie de Napoléon en 2015, alors que l'on commémore le 200e anniversaire de la Bataille de Waterloo. En 2020, il écrit L'an 40. La bataille de France, un roman historique se déroulant pendant la bataille de France, à travers les points de vue croisés et contradictoires des dirigeants politiques et militaires, d'un équipage de char français B1bis et d'une mère de famille prise dans l'enfer de Dunkerque
Il participe à l'épisode de l'émission télévisée Secrets d'Histoire consacré à Néron, diffusé le 4 janvier 2021, et il intervient dans le tournage du numéro consacré à Spartacus et la guerre des gladiateurs en novembre 2024.
En 2021, il publie aux éditions Alcide un roman, La prophétie des aigles, qui se déroule entre Nîmes, Rome et la frontière germanique en 96 après J.-C. Ce récit évoque les intrigues politiques autour de la construction de l'amphithéâtre de la cité. Il met en scène des notables locaux et des personnages historiques ayant vécu à cette époque.
En 2021, Éric Teyssier co-signe avec 50 enseignants une tribune de soutien à un « projet d'école de l'excellence », adressée à Éric Zemmour.
Éric Teyssier est également enseignant d'histoire romaine à l'Institut catholique de Vendée.

## Publications

### Ouvrages et articles sur la Révolution
- La question des biens nationaux à travers le cas Ardéchois, thèse, ANRT, 1996.
- L'évènement le plus important de la révolution française, la vente des biens nationaux, en collaboration avec Bernard Bodinier, Société des études robespierristes et comité des travaux historiques et scientifiques, 2000. Réédité en 2013.
- « La vente des biens nationaux et la question agraire, aspects législatifs et politiques, 1789-1795 », Rives nord-méditerranéennes, no 5, octobre 2000[19].
- Patrick Fabre (dir.), Guillaume Lebaudy (dir.), Aimé Orange, Louis Reveleau, Éric Teyssier, Fanny Sauguet, Axel Wolff, Roger Minard et al. (préf. René Tramier), Le Mérinos d'Arles : Passion de bergers, Marseille, Images en manœuvres, 2010, 495 p. (ISBN 978-2-84995-169-9)

### Ouvrages sur l'Antiquité romaine
- Gladiateurs. Des sources à l’expérimentation, en collaboration avec Brice Lopez, Errances, 2006, 156 p.
- Nîmes, ville antique, Histoire antique, no 32, juillet-août 2007.
- La Mort en face : Le Dossier gladiateurs, Actes Sud, 2009, 544 p.
- Histoire Antique & Médiévale hors série no 23 Les gladiateurs, 2010.
- Spartacus. Entre le mythe et l'histoire, 2012, 346 p.  (ISBN 978-2-262-03951-6)[20]
- Pompée. L'anti-César, Perrin, 2013, 430 p.
- Nîmes la romaine, une cité au carrefour des civilisations, Alcide, 2014, 315 p. Réédition actualisée, 2016.
- Les secrets de la Rome antique, Perrin, 2015, 330 p.
- Traduit en italien, sous le titre : L'ascesa dell'impero romano, Libreria editrice Goriziana, 2016.
- Traduit en espagnol sous le titre Los secretos de la Roma antigua, Edaf, 2016.
- Chroniques romaines I, Alcide, 2015, 127 p.
- Le pont du Gard, avec Thierry Vezon (photographie), Alcide, 2016, 128 p. (Édition bilingue, français-anglais).
- Arles la romaine, Alcide, 2016, 370 p.
- Spartacus, Tempus, 2017, 372 p.
- Nîmes, 25 siècles d'histoire, avec Yann Guichaoua (photographie), Alcide, 2017, 160 p. (Édition bilingue, français-anglais).
- Commode, l'Empereur Gladiateur, Perrin, Coll. Biographies, 2018, 368 p.
- L'extraordinaire histoire du pont du Gard, avec Yann Guichaoua (photographie) et Frédéric Cartier-Lange (dessin), Alcide Jeunesse, 2019, 80 p.(Édition bilingue, français-anglais).
- Petit atlas historique de l'Antiquité romaine, en collaboration avec Yannick Clavé, Armand Colin, 224 p, 2019.

### Romans historiques
- Napoléon est revenu ! (Roman), Lemme edit, 2018, 407 p.
- L'an 40. Tome 1. La bataille de France, Michalon, 2020, 464 p[21].
- L'an 40. Tome 2. De Mers-el-Kébir à Damas, Michalon, 2021, 542 p.
- La prophétie des aigles, Alcide, 2021, 603 p.

### Ouvrages jeunesse
- Les Romains à petits pas, en collaboration avec Éric Dars (texte) et Aurélien Débat (illustration), Actes Sud Junior, 2009. (traduit en italien et en coréen).
- La Grèce Antique à petit pas, en collaboration avec Éric Dars (texte) et Vincent Caut (illustration), éd. Actes Sud Junior, 2010. (traduit en portugais).
- Pirates et corsaires à petits pas, en collaboration avec Éric Dars (texte) et Laurent Kling (illustration), Actes Sud Junior, 2011.
- Les voyages d'Alix. Alix à Nîmes (texte), avec Jacques Denoël (dessin), Casterman, 2012, 48 p.
- Le voyages d'Alix. Les Gladiateurs (texte), avec Marco Venanzi (dessin),Casterman, 2017, 56 p.
- Le pont du Gard et les aqueduc romains (texte), avec Frédéric Cartier-Lange (dessin), Alcide Jeunesse, 2018, 80 p.
- La véritable histoire des gladiateurs (texte), avec Frédéric Cartier-Lange (dessin), Alcide Jeunesse, 2018, 80 p.
- Nîmes une cité gallo-romaine (texte), avec Frédéric Cartier-Lange (dessin), Alcide Jeunesse, 2019, 80 p.
- César, une vie de conquête (texte), avec Frédéric Cartier-Lange (dessin), Alcide Jeunesse, 2020, 80 p.
- Les Gaulois du Sud (texte), avec Frédéric Cartier-Lange (dessin), Alcide Jeunesse, 2022, 80 p.

## Distinctions
Chevalier de l'ordre des Palmes académiques (2020).

### Sources
Entretien, « Fiers d'eux », France Bleu Gard Lozère, 8 septembre 2016.